# 赫尔松州州长
赫尔松州州长（烏克蘭語：Херсонська обласна державна адміністрація）是赫尔松州行政部门的负责人。该职位由乌克兰总统任命。现任州长为亚历山大·普罗库金。